# Nolana coelestis
Nolana coelestis es una de las 49 especies pertenecientes al género Nolana presentes en Chile, el cual corresponde a la familia de las solanáceas (Solanaceae). Esta especie en particular es una especie endémica que se encuentra distribuida en el norte de Chile, solo en la parte sur de la Región de Atacama y el sector norte de la Región de Coquimbo.

## Descripción
La Nolana coelestis se encuentra descrita como una planta perenne, erecta con características de subarbusto. No supera los 50 cm de altura.
Se caracteriza por tener flores grandes, pediceladas y terminales en las ramas, posee 5 pétalos unidos con forma de campana o embudo o gamopétalas en un cáliz de 1,3 a 1,5 cm de largo, piloso, con 5 lóbulos lóbulos triangular-subulados, su corola puede tener de 3 a 3,5 cm de largo y puede presentar distintos colores desde el blanco hasta el azul oscuro, pasando por flores de color celeste o lila. La parte interior de la flor o garganta es de color blanco y en ocasiones presenta el centro amarillo o amarillo verdoso. Posee 5 estambres desiguales en tamaño, de filamentos pubescente-glutinosos y cuyo color puede variar entre el blanco el azul según el color de la corola, posee anteras de color azul. Posee un ovario súpero aplanado con estilo y estigma truncado.  
Su fruto es un esquizocarpio de tres núculas azul negruzcas de 5 a 8 mm que contienen varias semillas pequeñas de color negro y de forma irregular.
Esta Nolana es un subarbusto, posee hojas cortas que van de 1 a 2,5 cm de largo y 1 mm de ancho, muy tupidas de color verde intenso brillante, según la morfología foliar se trata de hojas lineares con el margen revoluto y glandulosas.
Crece principalmente en terrazas litorales y en algunas laderas de valles interiores. Crece desde los 100 y los 800 metros sobre el nivel del mar en sectores costeros y valles del interior. Requiere altas condiciones de luz ya que crece en lugares expuestos a pleno sol en laderas de exposición norte.
En las regiones de Atacama y Coquimbo florece en forma esporádica y principalmente dependiente de lluvias que no superan los 100 mm al año. Es una especie resistente al estrés hídrico, pero no es resistente a las heladas. Habita en un clima de rusticidad USDA equivalente a zonas 10 y 11.

## Nombres vernáculos
Esta especie es conocida comúnmente como 'Suspiro azul' o simplemente 'Suspiro'.

## Importancia
Esta es especie constituye una de las flores emblemáticas que aparecen durante la floración del fenómeno denominado Desierto florido
Es considerada una planta con un alto valor ornamental y ha sido cultivada en jardines botánicos fuera de Chile.

## Amenazas
Una de las principales amenazas de esta especie la constituyen factores antrópicos como la urbanización y ocupación del borde costero, la actividad minera y últimamente por los más de 20.000 turistas que llegan a visitar el área del desierto florido durante los meses de floración y por el paso de vehículos durante competencias deportivas.